# 에디 밀스
에디 밀스(Eddie Mills, 1972년 12월 30일 ~ )는 미국의 영화배우, 텔레비전 배우, 영화 프로듀서이다.

## 영화
- 해피스트 데이 오브 히스 라이프 (2007년)
- 윈터 브레이크 (2003년)
- 더 트레이드 (2003년)
- 엣 애니 코스트 (2000년) - 랜스 역
- 댄서 텍사스 (1998년)
- 사브리나 인 로마 (1998년) - 폴 역
- 도슨의 청춘일기 (1998년)